# キリヲテリブレ
『キリヲテリブレ』は、森多ヒロによる日本の漫画作品。少年サンデー創刊55周年特別企画第1弾。『週刊少年サンデー』（小学館）2014年14号から2015年1号まで連載していた。
話数カウントは「第○話」。

## 登場人物

### 主要人物
御神楽 キリヲ（みかぐら キリヲ）
本作品の主人公。
御神楽財閥の御曹司でもある高校生。世間を騒がす“黒い怪物”に変身して“超弩獣”と戦う正義の味方。
香坂 ニナ（こうさか ニナ）
本作品のヒロイン。
キリヲのクラスメート…だったのだが、“黒い怪物”のせいで職を失い退学することになった少女。

### “超弩獣”対策本部
大佐
自衛隊“超弩獣”対策本部の司令官。エラい割にはノリがいい。
リード＝壱原＝フーヴァー（リード＝いちはら＝フーヴァー）
アメリカからやってきた“超弩獣”の専門家。大佐のアドバイザーを務める。

### その他の人物
執事長
キリヲに仕える御神楽家の執事。“超弩獣”と戦うキリヲのサポートをしている。

## 書誌情報
- 森多ヒロ 『キリヲテリブレ』 小学館〈少年サンデーコミックス〉、全4巻
  1. 2014年6月23日第1刷発行（6月18日発売[小 1]）、ISBN 978-4-09-124758-2
  2. 2014年8月23日第1刷発行（8月18日発売[小 2]）、ISBN 978-4-09-125097-1
  3. 2014年11月0日第1刷発行（11月18日発売[小 3]）、ISBN 978-4-09-125375-0
  4. 2015年1月0日第1刷発行（1月16日発売[小 4]）、ISBN 978-4-09-125599-0